# Matucana haynei
Curicasha (Matucana haynei) es una planta de la familia Cactaceae. Es una planta endémica del Perú. 

## Descripción
Su tallo es redondo con espinas grises, largas y numerosas, de 10 a 30 cm de diámetro. Sus flores son de color rojo o rosado intenso. Crece entre los 3,500 a 3,600 m s.n.m.
Existen cuatro subespecies:
- Matucana haynei subsp. crinifera
- Matucana haynei subsp. haynei
- Matucana haynei subsp. herzogiana
- Matucana haynei subsp. hystrix
- Matucana haynei subsp. myriacantha

## Nombres comunes
- Curicasha, cabeza de cholo, ovillo de espina[4]